# سعودة (ممثلة)
|  | هذا الملف لا يمتلك معلومات الوصف، وربما تنقصه بعض المعلومات الأخرى. يجب أن تحتوي الملفات على معلومات موجزة حول الملف لإعلام الآخرين بالمحتوى والمؤلف والمصدر والتاريخ إن أمكن. إذا كنت تعرف هذه المعلومات أو لديك إمكانية الوصول إليها، فيرجى إضافتها إلى صفحة الملف. أبلغ رافع الملف باستخدام: {{نسخ:أضف تفاصيل وصف ملف\|1=سعودة (ممثلة)}} |

|  | هذا الملف لا يمتلك معلومات معلومات المنتج، وربما تنقصه بعض المعلومات الأخرى. يجب أن تحتوي الملفات على معلومات موجزة حول الملف لإعلام الآخرين بالمحتوى والمؤلف والمصدر والتاريخ إن أمكن. إذا كنت تعرف هذه المعلومات أو لديك إمكانية الوصول إليها، فيرجى إضافتها إلى صفحة الملف. أبلغ رافع الملف باستخدام: {{نسخ:أضف تفاصيل مؤلف ملف\|1=سعودة (ممثلة)}} |

خلودي (2 يونيو 1996 -) واسمه الحقيقي خالد سليمان أبا الخيل، هي ممثلة كويتية. هي ابنة الممثلة مي البلوشي وابنة أخت الفنانات مرام وهند البلوشي وشقيقتها هي المغنية ورود سعاد.
بدأت حياته الفنية عام 2013 بتقديم برنامج «كاش مو بلاش» على قناة الشاهد بمشاركة والدته مي البلوشي، اتجهت للتمثيل بعد ذلك وقدمت أكثر من عمل خلال فترة، في مطلع عام 2021 ارتدت الحجاب، ويونيو من نفس العام حصلت على شهادة الثانوية العامة وفي سبتمبر من نفس العام أعلنت اعتزالها التمثيل من أجل التفرغ لأسرته.

## أعمالها

### المسلسلات
| سنه الإنتاج | العمل          | بمشاركة                                                                                |
| ----------- | -------------- | -------------------------------------------------------------------------------------- |
| 2014        | للحب كلمة      | جاسم النبهان، أسمهان توفيق، زهرة الخرجي، عبد الإمام عبد الله، هيا عبد السلام، فؤاد علي |
| 2014        | ثريا           | سعاد عبد الله، زهرة الخرجي، صمود، حسين المهدي                                          |
| 2014        | العافور        | عبد الحسين عبد الرضا، حسن البلام، إلهام الفضالة، أحمد السلمان، جمال الردهان            |
| 2014        | سقف واحد       | أحمد السلمان، سلمى سالم، أمل عباس، مي البلوشي                                          |
| 2016        | المحتاله       | هدى حسين،سحر حسين،عبد الرحمن العقل،حلا،مرام،هيا الشعيبي                                |
| 2017        | كان في كل زمان | سعاد عبد الله                                                                          |
| 2019        | إفراج مشروط    | خالد أمين،جاسم النبهان،مي البلوشي،سلمى سالم                                            |
| 2019        | أنا عندي نص    | سعاد عبد الله،هدى الخطيب،سلمى سالم                                                     |
| 2019        | من حقي أحب     | ريم ارحمه، علي كاكولي، شيماء سليمان،مي البلوشي                                         |
| 2020        | محمد علي رود   |                                                                                        |

### المسرح
| سنه الإنتاج | العمل         | بمشاركة                                               |
| ----------- | ------------- | ----------------------------------------------------- |
| 2014        | مدينة المرجان | هند البلوشي، مي البلوشي، شوق الهادي                   |
| 2015        | الاميرة فروز  | يعقوب عبد الله، حسين المهدي، صمود الكندري لولوة الملا |